# Глухарче
Глухарче, също Радика (Taraxacum), да не се бърка с Жълтурче (Ficaria verna), са род многогодишни тревисти растения. Само в Европа са класифицирани над 1200 вида и подвида на това растение. Разпространени са по ливади и тревисти места, край пътища и населени места. Медоносни.
Глухарчето принадлежи към подсемейство Лактукови (Lactuceae) заради естествения растителен латекс, който съдържа. Латинското название на растението Taraxacum идва от старогръцкото τάραξις („възпаление на окото“), тъй като именно очните възпаления са били лекувани с латекса на глухарчето.
За медицински цели се използват надземната част (студен извлек), коренищата (студен извлек, запарка), цветните кошнички (запарка).

## Видове
- Taraxacum albidum
- Taraxacum apenninum – Планинско глухарче
- Taraxacum aphrogenes
- Taraxacum bessarabicum – Бесарабско глухарче
- Taraxacum bythinicum – Битинийско глухарче
- Taraxacum californicum
- Taraxacum carneocoloratum
- Taraxacum eriophorum
- Taraxacum glabra
- Taraxacum hoppeanum – Хопеаново глухарче
- Taraxacum hybernicum – Хибернийско глухарче
- Taraxacum japonicum
- Taraxacum laevigatum – Червеноплодно глухарче
- Taraxacum lecerum
- Taraxacum lividum – Сивовиолетово глухарче
- Taraxacum lyratum
- Taraxacum megalorrhizon – Едрокоренищно глухарче
- Taraxacum nigricans – Чернеещо глухарче
- Taraxacum officinale – Обикновено глухарче
- Taraxacum palustre – Блатно глухарче
- Taraxacum phymatocarpum
- Taraxacum serotinum – Късно глухарче
- Taraxacum spectabile

## Други
На глухарчето е наречена улица в квартал „Драгалевци“ в София (Карта).